# Gran Camiño 2024
Le Gran Camiño 2024 (O Gran Camiño en galicien, soit littéralement La Grande Route), est la 3e édition de cette course cycliste sur route masculine espagnole. Il a lieu en Galice sur quatre étapes, du 22 au 25 février 2024, avec un départ à La Corogne et une arrivée à Tui. Il fait partie du calendrier UCI Europe Tour 2024 en catégorie 2.1. 

## Équipes participantes
17 équipes participent à la course : 6 UCI WorldTeams, 6 UCI ProTeams et 5 équipes continentales :
| WorldTeams (6)- Arkéa-B&B Hotels - EF Education-EasyPost - Groupama-FDJ - Ineos Grenadiers - Movistar Team - Team Visma \| Lease a Bike ProTeams (6)- Burgos-BH - Caja Rural-Seguros RGA - Equipo Kern Pharma - Euskaltel-Euskadi - Q36.5 Pro Cycling Team - Polti Kometa Équipes continentales (5)- AP Hotels & Resorts-Tavira-SC Farense - Efapel Cycling - Illes Balears Arabay Cycling - Sabgal / Anicolor - Tavfer-Ovos Matinados-Mortágua |
| |

## Étapes
L'épreuve compte quatre étapes réparties en deux étapes de moyenne montagne, une étape de montagne et un contre-la-montre individuel, pour une distance totale de 497,3 kilomètres. 
| Étape     | Date    | Villes étapes                          | type | Distance (km) | Dénivelé (m) | Vainqueur d'étape | Leader du classement général |
| --------- | ------- | -------------------------------------- | ---- | ------------- | ------------ | ----------------- | ---------------------------- |
| 1re étape | 22 fév. | La Corogne – La Corogne                |      | 14,8          | 176 m        | Joshua Tarling    | Joshua Tarling               |
| 2e étape  | 23 fév. | Taboada – Chantada                     |      | 151,2         | 2 759 m      | Jonas Vingegaard  | Jonas Vingegaard             |
| 3e étape  | 24 fév. | Xinzo de Limia – Castillo de Ribadavia |      | 173,2         | 2 318 m      | Jonas Vingegaard  | Jonas Vingegaard             |
| 4e étape  | 25 fév. | Ponteareas – Tui                       |      | 132           | 3 290 m      | Jonas Vingegaard  | Jonas Vingegaard             |

## Déroulement de la course

### 1reétape
En raison de la tempête, le contre-la-montre est maintenu mais les coureurs n'utilisent pas leur vélo spécifique pour un chrono et les temps ne sont pas comptabilisés pour le classement général. Joshua Tarling réalise le meilleur chrono et gagne l'étape.
| \| Classement de l'étape \| Classement de l'étape \| Classement de l'étape \| Classement de l'étape \| Classement de l'étape \| \| Coureur \| Coureur \| Pays \| Équipe \| Temps \| \| --------------------- \| --------------------- \| --------------------- \| -------------------------- \| --------------------- \| \| 1er \| Joshua Tarling \| Royaume-Uni \| Ineos Grenadiers \| 18 min 21 s \| \| 2e \| Darren Rafferty \| Irlande \| EF Education-EasyPost \| + 42 s \| \| 3e \| Pablo Castrillo \| Espagne \| Equipo Kern Pharma \| + 48 s \| \| 4e \| William Barta \| États-Unis \| Movistar Team \| + 55 s \| \| 5e \| Xabier Mikel Azparren \| Espagne \| Q36.5 Pro Cycling Team \| + 58 s \| \| 6e \| Wilco Kelderman \| Pays-Bas \| Team Visma \\| Lease a Bike \| + 1 min 02 s \| \| 7e \| Raúl García Pierna \| Espagne \| Arkéa-B&B Hotels \| + 1 min 05 s \| \| 8e \| Andrea Piccolo \| Italie \| EF Education-EasyPost \| + 1 min 09 s \| \| 9e \| Carlos Canal \| Espagne \| Movistar Team \| + 1 min 09 s \| \| 10e \| Michał Kwiatkowski \| Pologne \| Ineos Grenadiers \| + 1 min 14 s \| |                       |             |                            |              |
| |                       |             |                            |              |
| Source : ProCyclingStats |                       |             |                            |              |
| Classement de l'étape |                       |             |                            |              |
| Coureur | Coureur               | Pays        | Équipe                     | Temps        |
| 1er | Joshua Tarling        | Royaume-Uni | Ineos Grenadiers           | 18 min 21 s  |
| 2e | Darren Rafferty       | Irlande     | EF Education-EasyPost      | + 42 s       |
| 3e | Pablo Castrillo       | Espagne     | Equipo Kern Pharma         | + 48 s       |
| 4e | William Barta         | États-Unis  | Movistar Team              | + 55 s       |
| 5e | Xabier Mikel Azparren | Espagne     | Q36.5 Pro Cycling Team     | + 58 s       |
| 6e | Wilco Kelderman       | Pays-Bas    | Team Visma \| Lease a Bike | + 1 min 02 s |
| 7e | Raúl García Pierna    | Espagne     | Arkéa-B&B Hotels           | + 1 min 05 s |
| 8e | Andrea Piccolo        | Italie      | EF Education-EasyPost      | + 1 min 09 s |
| 9e | Carlos Canal          | Espagne     | Movistar Team              | + 1 min 09 s |
| 10e | Michał Kwiatkowski    | Pologne     | Ineos Grenadiers           | + 1 min 14 s |

### 2eétape
| \| Classement de l'étape \| Classement de l'étape \| Classement de l'étape \| Classement de l'étape \| Classement de l'étape \| \| Coureur \| Coureur \| Pays \| Équipe \| Temps \| \| --------------------- \| --------------------- \| --------------------- \| ---------------------------- \| --------------------- \| \| 1er \| Jonas Vingegaard \| Danemark \| Team Visma \\| Lease a Bike \| 3 h 50 min 03 s \| \| 2e \| Egan Bernal \| Colombie \| Ineos Grenadiers \| + 24 s \| \| 3e \| Jefferson Cepeda \| Équateur \| Caja Rural-Seguros RGA \| + 24 s \| \| 4e \| Cian Uijtdebroeks \| Belgique \| Team Visma \\| Lease a Bike \| + 40 s \| \| 5e \| Lenny Martinez \| France \| Groupama-FDJ \| + 40 s \| \| 6e \| Alex Molenaar \| Pays-Bas \| Illes Balears Arabay Cycling \| + 46 s \| \| 7e \| Quentin Pacher \| France \| Groupama-FDJ \| + 46 s \| \| 8e \| Matteo Fabbro \| Italie \| Team Polti Kometa \| + 46 s \| \| 9e \| Raúl García Pierna \| Espagne \| Arkéa-B&B Hotels \| + 46 s \| \| 10e \| Richard Carapaz \| Équateur \| EF Education-EasyPost \| + 46 s \| |                    |          |                              |                 |
| |                    |          |                              |                 |
| Source : ProCyclingStats |                    |          |                              |                 |
| Classement de l'étape |                    |          |                              |                 |
| Coureur | Coureur            | Pays     | Équipe                       | Temps           |
| 1er | Jonas Vingegaard   | Danemark | Team Visma \| Lease a Bike   | 3 h 50 min 03 s |
| 2e | Egan Bernal        | Colombie | Ineos Grenadiers             | + 24 s          |
| 3e | Jefferson Cepeda   | Équateur | Caja Rural-Seguros RGA       | + 24 s          |
| 4e | Cian Uijtdebroeks  | Belgique | Team Visma \| Lease a Bike   | + 40 s          |
| 5e | Lenny Martinez     | France   | Groupama-FDJ                 | + 40 s          |
| 6e | Alex Molenaar      | Pays-Bas | Illes Balears Arabay Cycling | + 46 s          |
| 7e | Quentin Pacher     | France   | Groupama-FDJ                 | + 46 s          |
| 8e | Matteo Fabbro      | Italie   | Team Polti Kometa            | + 46 s          |
| 9e | Raúl García Pierna | Espagne  | Arkéa-B&B Hotels             | + 46 s          |
| 10e | Richard Carapaz    | Équateur | EF Education-EasyPost        | + 46 s          |

| \| Classement général \| Classement général \| Classement général \| Classement général \| Classement général \| \| Coureur \| Coureur \| Pays \| Équipe \| Temps \| \| ------------------ \| ------------------ \| ------------------ \| ---------------------------- \| ------------------ \| \| 1er \| Jonas Vingegaard \| Danemark \| Team Visma \\| Lease a Bike \| 3 h 49 min 53 s \| \| 2e \| Egan Bernal \| Colombie \| Ineos Grenadiers \| + 28 s \| \| 3e \| Jefferson Cepeda \| Équateur \| Caja Rural-Seguros RGA \| + 30 s \| \| 4e \| Cian Uijtdebroeks \| Belgique \| Team Visma \\| Lease a Bike \| + 50 s \| \| 5e \| Lenny Martinez \| France \| Groupama-FDJ \| + 50 s \| \| 6e \| Ruben Guerreiro \| Portugal \| Movistar Team \| + 53 s \| \| 7e \| Alex Molenaar \| Pays-Bas \| Illes Balears Arabay Cycling \| + 54 s \| \| 8e \| Raúl García Pierna \| Espagne \| Arkéa-B&B Hotels \| + 55 s \| \| 9e \| Quentin Pacher \| France \| Groupama-FDJ \| + 56 s \| \| 10e \| Matteo Fabbro \| Italie \| Team Polti Kometa \| + 56 s \| |                    |          |                              |                 |
| |                    |          |                              |                 |
| Source : ProCyclingStats |                    |          |                              |                 |
| Classement général |                    |          |                              |                 |
| Coureur | Coureur            | Pays     | Équipe                       | Temps           |
| 1er | Jonas Vingegaard   | Danemark | Team Visma \| Lease a Bike   | 3 h 49 min 53 s |
| 2e | Egan Bernal        | Colombie | Ineos Grenadiers             | + 28 s          |
| 3e | Jefferson Cepeda   | Équateur | Caja Rural-Seguros RGA       | + 30 s          |
| 4e | Cian Uijtdebroeks  | Belgique | Team Visma \| Lease a Bike   | + 50 s          |
| 5e | Lenny Martinez     | France   | Groupama-FDJ                 | + 50 s          |
| 6e | Ruben Guerreiro    | Portugal | Movistar Team                | + 53 s          |
| 7e | Alex Molenaar      | Pays-Bas | Illes Balears Arabay Cycling | + 54 s          |
| 8e | Raúl García Pierna | Espagne  | Arkéa-B&B Hotels             | + 55 s          |
| 9e | Quentin Pacher     | France   | Groupama-FDJ                 | + 56 s          |
| 10e | Matteo Fabbro      | Italie   | Team Polti Kometa            | + 56 s          |

### 3eétape
| \| Classement de l'étape \| Classement de l'étape \| Classement de l'étape \| Classement de l'étape \| Classement de l'étape \| \| Coureur \| Coureur \| Pays \| Équipe \| Temps \| \| --------------------- \| --------------------- \| --------------------- \| -------------------------- \| --------------------- \| \| 1er \| Jonas Vingegaard \| Danemark \| Team Visma \\| Lease a Bike \| 4 h 03 min 14 s \| \| 2e \| Carlos Canal \| Espagne \| Movistar Team \| + 29 s \| \| 3e \| Quentin Pacher \| France \| Groupama-FDJ \| + 29 s \| \| 4e \| Gotzon Martín \| Espagne \| Euskaltel-Euskadi \| + 29 s \| \| 5e \| Thomas Silva \| Uruguay \| Caja Rural-Seguros RGA \| + 29 s \| \| 6e \| Joan Bou \| Espagne \| Euskaltel-Euskadi \| + 29 s \| \| 7e \| David Gaudu \| France \| Groupama-FDJ \| + 29 s \| \| 8e \| Gianluca Brambilla \| Italie \| Q36.5 Pro Cycling Team \| + 29 s \| \| 9e \| Raúl García Pierna \| Espagne \| Arkéa-B&B Hotels \| + 29 s \| \| 10e \| Ruben Guerreiro \| Portugal \| Movistar Team \| + 29 s \| |                    |          |                            |                 |
| |                    |          |                            |                 |
| Source : ProCyclingStats |                    |          |                            |                 |
| Classement de l'étape |                    |          |                            |                 |
| Coureur | Coureur            | Pays     | Équipe                     | Temps           |
| 1er | Jonas Vingegaard   | Danemark | Team Visma \| Lease a Bike | 4 h 03 min 14 s |
| 2e | Carlos Canal       | Espagne  | Movistar Team              | + 29 s          |
| 3e | Quentin Pacher     | France   | Groupama-FDJ               | + 29 s          |
| 4e | Gotzon Martín      | Espagne  | Euskaltel-Euskadi          | + 29 s          |
| 5e | Thomas Silva       | Uruguay  | Caja Rural-Seguros RGA     | + 29 s          |
| 6e | Joan Bou           | Espagne  | Euskaltel-Euskadi          | + 29 s          |
| 7e | David Gaudu        | France   | Groupama-FDJ               | + 29 s          |
| 8e | Gianluca Brambilla | Italie   | Q36.5 Pro Cycling Team     | + 29 s          |
| 9e | Raúl García Pierna | Espagne  | Arkéa-B&B Hotels           | + 29 s          |
| 10e | Ruben Guerreiro    | Portugal | Movistar Team              | + 29 s          |

| \| Classement général \| Classement général \| Classement général \| Classement général \| Classement général \| \| Coureur \| Coureur \| Pays \| Équipe \| Temps \| \| ------------------ \| ------------------ \| ------------------ \| -------------------------- \| ------------------ \| \| 1er \| Jonas Vingegaard \| Danemark \| Team Visma \\| Lease a Bike \| 7 h 52 min 51 s \| \| 2e \| Egan Bernal \| Colombie \| Ineos Grenadiers \| + 1 min 13 s \| \| 3e \| Jefferson Cepeda \| Équateur \| Caja Rural-Seguros RGA \| + 1 min 15 s \| \| 4e \| Cian Uijtdebroeks \| Belgique \| Team Visma \\| Lease a Bike \| + 1 min 35 s \| \| 5e \| Lenny Martinez \| France \| Groupama-FDJ \| + 1 min 35 s \| \| 6e \| Quentin Pacher \| France \| Groupama-FDJ \| + 1 min 37 s \| \| 7e \| Ruben Guerreiro \| Portugal \| Movistar Team \| + 1 min 38 s \| \| 8e \| Raúl García Pierna \| Espagne \| Arkéa-B&B Hotels \| + 1 min 40 s \| \| 9e \| Richard Carapaz \| Équateur \| EF Education-EasyPost \| + 1 min 40 s \| \| 10e \| David Gaudu \| France \| Groupama-FDJ \| + 1 min 41 s \| |                    |          |                            |                 |
| |                    |          |                            |                 |
| Source : ProCyclingStats |                    |          |                            |                 |
| Classement général |                    |          |                            |                 |
| Coureur | Coureur            | Pays     | Équipe                     | Temps           |
| 1er | Jonas Vingegaard   | Danemark | Team Visma \| Lease a Bike | 7 h 52 min 51 s |
| 2e | Egan Bernal        | Colombie | Ineos Grenadiers           | + 1 min 13 s    |
| 3e | Jefferson Cepeda   | Équateur | Caja Rural-Seguros RGA     | + 1 min 15 s    |
| 4e | Cian Uijtdebroeks  | Belgique | Team Visma \| Lease a Bike | + 1 min 35 s    |
| 5e | Lenny Martinez     | France   | Groupama-FDJ               | + 1 min 35 s    |
| 6e | Quentin Pacher     | France   | Groupama-FDJ               | + 1 min 37 s    |
| 7e | Ruben Guerreiro    | Portugal | Movistar Team              | + 1 min 38 s    |
| 8e | Raúl García Pierna | Espagne  | Arkéa-B&B Hotels           | + 1 min 40 s    |
| 9e | Richard Carapaz    | Équateur | EF Education-EasyPost      | + 1 min 40 s    |
| 10e | David Gaudu        | France   | Groupama-FDJ               | + 1 min 41 s    |

### 4eétape
| \| Classement de l'étape \| Classement de l'étape \| Classement de l'étape \| Classement de l'étape \| Classement de l'étape \| \| Coureur \| Coureur \| Pays \| Équipe \| Temps \| \| --------------------- \| --------------------- \| --------------------- \| -------------------------- \| --------------------- \| \| 1er \| Jonas Vingegaard \| Danemark \| Team Visma \\| Lease a Bike \| 3 h 27 min 20 s \| \| 2e \| Lenny Martinez \| France \| Groupama-FDJ \| + 16 s \| \| 3e \| Hugh Carthy \| Royaume-Uni \| EF Education-EasyPost \| + 45 s \| \| 4e \| Egan Bernal \| Colombie \| Ineos Grenadiers \| + 48 s \| \| 5e \| Jefferson Cepeda \| Équateur \| Caja Rural-Seguros RGA \| + 49 s \| \| 6e \| Cian Uijtdebroeks \| Belgique \| Team Visma \\| Lease a Bike \| + 57 s \| \| 7e \| Javier Romo \| Espagne \| Movistar Team \| + 1 min 04 s \| \| 8e \| Matteo Fabbro \| Italie \| Team Polti Kometa \| + 1 min 10 s \| \| 9e \| Quentin Pacher \| France \| Groupama-FDJ \| + 1 min 11 s \| \| 10e \| Raúl García Pierna \| Espagne \| Arkéa-B&B Hotels \| + 1 min 11 s \| |                    |             |                            |                 |
| |                    |             |                            |                 |
| Source : ProCyclingStats |                    |             |                            |                 |
| Classement de l'étape |                    |             |                            |                 |
| Coureur | Coureur            | Pays        | Équipe                     | Temps           |
| 1er | Jonas Vingegaard   | Danemark    | Team Visma \| Lease a Bike | 3 h 27 min 20 s |
| 2e | Lenny Martinez     | France      | Groupama-FDJ               | + 16 s          |
| 3e | Hugh Carthy        | Royaume-Uni | EF Education-EasyPost      | + 45 s          |
| 4e | Egan Bernal        | Colombie    | Ineos Grenadiers           | + 48 s          |
| 5e | Jefferson Cepeda   | Équateur    | Caja Rural-Seguros RGA     | + 49 s          |
| 6e | Cian Uijtdebroeks  | Belgique    | Team Visma \| Lease a Bike | + 57 s          |
| 7e | Javier Romo        | Espagne     | Movistar Team              | + 1 min 04 s    |
| 8e | Matteo Fabbro      | Italie      | Team Polti Kometa          | + 1 min 10 s    |
| 9e | Quentin Pacher     | France      | Groupama-FDJ               | + 1 min 11 s    |
| 10e | Raúl García Pierna | Espagne     | Arkéa-B&B Hotels           | + 1 min 11 s    |

## Classements finals

### Classement général final
| \| Classement général \| Classement général \| Classement général \| Classement général \| Classement général \| \| Coureur \| Coureur \| Pays \| Équipe \| Temps \| \| ------------------ \| ------------------ \| ------------------ \| -------------------------- \| ------------------ \| \| 1er \| Jonas Vingegaard \| Danemark \| Team Visma \\| Lease a Bike \| 11 h 20 min 01 s \| \| 2e \| Lenny Martinez \| France \| Groupama-FDJ \| + 1 min 55 s \| \| 3e \| Egan Bernal \| Colombie \| Ineos Grenadiers \| + 2 min 11 s \| \| 4e \| Jefferson Cepeda \| Équateur \| Caja Rural-Seguros RGA \| + 2 min 14 s \| \| 5e \| Cian Uijtdebroeks \| Belgique \| Team Visma \\| Lease a Bike \| + 2 min 42 s \| \| 6e \| Hugh Carthy \| Royaume-Uni \| EF Education-EasyPost \| + 2 min 42 s \| \| 7e \| Quentin Pacher \| France \| Groupama-FDJ \| + 2 min 58 s \| \| 8e \| Ruben Guerreiro \| Portugal \| Movistar Team \| + 2 min 59 s \| \| 9e \| Raúl García Pierna \| Espagne \| Arkéa-B&B Hotels \| + 3 min 01 s \| \| 10e \| Matteo Fabbro \| Italie \| Team Polti Kometa \| + 3 min 01 s \| |                    |             |                            |                  |
| |                    |             |                            |                  |
| Source : ProCyclingStats |                    |             |                            |                  |
| Classement général |                    |             |                            |                  |
| Coureur | Coureur            | Pays        | Équipe                     | Temps            |
| 1er | Jonas Vingegaard   | Danemark    | Team Visma \| Lease a Bike | 11 h 20 min 01 s |
| 2e | Lenny Martinez     | France      | Groupama-FDJ               | + 1 min 55 s     |
| 3e | Egan Bernal        | Colombie    | Ineos Grenadiers           | + 2 min 11 s     |
| 4e | Jefferson Cepeda   | Équateur    | Caja Rural-Seguros RGA     | + 2 min 14 s     |
| 5e | Cian Uijtdebroeks  | Belgique    | Team Visma \| Lease a Bike | + 2 min 42 s     |
| 6e | Hugh Carthy        | Royaume-Uni | EF Education-EasyPost      | + 2 min 42 s     |
| 7e | Quentin Pacher     | France      | Groupama-FDJ               | + 2 min 58 s     |
| 8e | Ruben Guerreiro    | Portugal    | Movistar Team              | + 2 min 59 s     |
| 9e | Raúl García Pierna | Espagne     | Arkéa-B&B Hotels           | + 3 min 01 s     |
| 10e | Matteo Fabbro      | Italie      | Team Polti Kometa          | + 3 min 01 s     |

### Classements annexes
| Classement par points | Classement par points | Classement par points | Classement par points      | Classement par points |
| Coureur               | Coureur               | Pays                  | Équipe                     | Points                |
| --------------------- | --------------------- | --------------------- | -------------------------- | --------------------- |
| 1er                   | Jonas Vingegaard      | Danemark              | Team Visma \| Lease a Bike | 100 pts               |
| 2e                    | Egan Bernal           | Colombie              | Ineos Grenadiers           | 49 pts                |
| 3e                    | Quentin Pacher        | France                | Groupama-FDJ               | 44 pts                |
| 4e                    | Jefferson Cepeda      | Équateur              | Caja Rural-Seguros RGA     | 43 pts                |
| 5e                    | Lenny Martinez        | France                | Groupama-FDJ               | 42 pts                |
| 6e                    | Cian Uijtdebroeks     | Belgique              | Team Visma \| Lease a Bike | 37 pts                |
| 7e                    | Carlos Canal          | Espagne               | Movistar Team              | 31 pts                |
| 8e                    | Hugh Carthy           | Royaume-Uni           | EF Education-EasyPost      | 26 pts                |
| 9e                    | Raúl García Pierna    | Espagne               | Arkéa-B&B Hotels           | 26 pts                |
| 10e                   | Ruben Guerreiro       | Portugal              | Movistar Team              | 24 pts                |

| Classement par points | Classement par points | Classement par points | Classement par points      | Classement par points |
| Coureur               | Coureur               | Pays                  | Équipe                     | Points                |
| --------------------- | --------------------- | --------------------- | -------------------------- | --------------------- |
| 1er                   | Jonas Vingegaard      | Danemark              | Team Visma \| Lease a Bike | 100 pts               |
| 2e                    | Egan Bernal           | Colombie              | Ineos Grenadiers           | 49 pts                |
| 3e                    | Quentin Pacher        | France                | Groupama-FDJ               | 44 pts                |
| 4e                    | Jefferson Cepeda      | Équateur              | Caja Rural-Seguros RGA     | 43 pts                |
| 5e                    | Lenny Martinez        | France                | Groupama-FDJ               | 42 pts                |
| 6e                    | Cian Uijtdebroeks     | Belgique              | Team Visma \| Lease a Bike | 37 pts                |
| 7e                    | Carlos Canal          | Espagne               | Movistar Team              | 31 pts                |
| 8e                    | Hugh Carthy           | Royaume-Uni           | EF Education-EasyPost      | 26 pts                |
| 9e                    | Raúl García Pierna    | Espagne               | Arkéa-B&B Hotels           | 26 pts                |
| 10e                   | Ruben Guerreiro       | Portugal              | Movistar Team              | 24 pts                |

| Classement de la montagne | Classement de la montagne | Classement de la montagne | Classement de la montagne  | Classement de la montagne |
| Coureur                   | Coureur                   | Pays                      | Équipe                     | Points                    |
| ------------------------- | ------------------------- | ------------------------- | -------------------------- | ------------------------- |
| 1er                       | Jonas Vingegaard          | Danemark                  | Team Visma \| Lease a Bike | 19 pts                    |
| 2e                        | David de la Cruz          | Espagne                   | Q36.5 Pro Cycling Team     | 9 pts                     |
| 3e                        | José Manuel Díaz          | Espagne                   | Burgos-BH                  | 6 pts                     |
| 4e                        | Lenny Martinez            | France                    | Groupama-FDJ               | 6 pts                     |
| 5e                        | Walter Calzoni            | Italie                    | Q36.5 Pro Cycling Team     | 5 pts                     |
| 6e                        | Xabier Mikel Azparren     | Espagne                   | Q36.5 Pro Cycling Team     | 5 pts                     |
| 7e                        | Egan Bernal               | Colombie                  | Ineos Grenadiers           | 5 pts                     |
| 8e                        | Hugh Carthy               | Royaume-Uni               | EF Education-EasyPost      | 4 pts                     |
| 9e                        | Frederico Figueiredo      | Portugal                  | Sabgal-Anicolor            | 4 pts                     |
| 10e                       | Wilco Kelderman           | Pays-Bas                  | Team Visma \| Lease a Bike | 3 pts                     |

| Classement de la montagne | Classement de la montagne | Classement de la montagne | Classement de la montagne  | Classement de la montagne |
| Coureur                   | Coureur                   | Pays                      | Équipe                     | Points                    |
| ------------------------- | ------------------------- | ------------------------- | -------------------------- | ------------------------- |
| 1er                       | Jonas Vingegaard          | Danemark                  | Team Visma \| Lease a Bike | 19 pts                    |
| 2e                        | David de la Cruz          | Espagne                   | Q36.5 Pro Cycling Team     | 9 pts                     |
| 3e                        | José Manuel Díaz          | Espagne                   | Burgos-BH                  | 6 pts                     |
| 4e                        | Lenny Martinez            | France                    | Groupama-FDJ               | 6 pts                     |
| 5e                        | Walter Calzoni            | Italie                    | Q36.5 Pro Cycling Team     | 5 pts                     |
| 6e                        | Xabier Mikel Azparren     | Espagne                   | Q36.5 Pro Cycling Team     | 5 pts                     |
| 7e                        | Egan Bernal               | Colombie                  | Ineos Grenadiers           | 5 pts                     |
| 8e                        | Hugh Carthy               | Royaume-Uni               | EF Education-EasyPost      | 4 pts                     |
| 9e                        | Frederico Figueiredo      | Portugal                  | Sabgal-Anicolor            | 4 pts                     |
| 10e                       | Wilco Kelderman           | Pays-Bas                  | Team Visma \| Lease a Bike | 3 pts                     |

| Classement du meilleur jeune | Classement du meilleur jeune | Classement du meilleur jeune | Classement du meilleur jeune | Classement du meilleur jeune |
| Coureur                      | Coureur                      | Pays                         | Équipe                       | Temps                        |
| ---------------------------- | ---------------------------- | ---------------------------- | ---------------------------- | ---------------------------- |
| 1er                          | Lenny Martinez               | France                       | Groupama-FDJ                 | 11 h 21 min 56 s             |
| 2e                           | Cian Uijtdebroeks            | Belgique                     | Team Visma \| Lease a Bike   | + 47 s                       |
| 3e                           | Raúl García Pierna           | Espagne                      | Arkéa-B&B Hotels             | + 1 min 06 s                 |
| 4e                           | Carlos Canal                 | Espagne                      | Movistar Team                | + 2 min 20 s                 |
| 5e                           | Thomas Silva                 | Uruguay                      | Caja Rural-Seguros RGA       | + 2 min 28 s                 |
| 6e                           | Darren Rafferty              | Irlande                      | EF Education-EasyPost        | + 3 min 19 s                 |
| 7e                           | Reuben Thompson              | Nouvelle-Zélande             | Groupama-FDJ                 | + 5 min 56 s                 |
| 8e                           | Enzo Paleni                  | France                       | Groupama-FDJ                 | + 8 min 49 s                 |
| 9e                           | Ben Tulett                   | Royaume-Uni                  | Team Visma \| Lease a Bike   | + 10 min 29 s                |
| 10e                          | Carlos Rodríguez             | Espagne                      | Ineos Grenadiers             | + 10 min 40 s                |

| Classement du meilleur jeune | Classement du meilleur jeune | Classement du meilleur jeune | Classement du meilleur jeune | Classement du meilleur jeune |
| Coureur                      | Coureur                      | Pays                         | Équipe                       | Temps                        |
| ---------------------------- | ---------------------------- | ---------------------------- | ---------------------------- | ---------------------------- |
| 1er                          | Lenny Martinez               | France                       | Groupama-FDJ                 | 11 h 21 min 56 s             |
| 2e                           | Cian Uijtdebroeks            | Belgique                     | Team Visma \| Lease a Bike   | + 47 s                       |
| 3e                           | Raúl García Pierna           | Espagne                      | Arkéa-B&B Hotels             | + 1 min 06 s                 |
| 4e                           | Carlos Canal                 | Espagne                      | Movistar Team                | + 2 min 20 s                 |
| 5e                           | Thomas Silva                 | Uruguay                      | Caja Rural-Seguros RGA       | + 2 min 28 s                 |
| 6e                           | Darren Rafferty              | Irlande                      | EF Education-EasyPost        | + 3 min 19 s                 |
| 7e                           | Reuben Thompson              | Nouvelle-Zélande             | Groupama-FDJ                 | + 5 min 56 s                 |
| 8e                           | Enzo Paleni                  | France                       | Groupama-FDJ                 | + 8 min 49 s                 |
| 9e                           | Ben Tulett                   | Royaume-Uni                  | Team Visma \| Lease a Bike   | + 10 min 29 s                |
| 10e                          | Carlos Rodríguez             | Espagne                      | Ineos Grenadiers             | + 10 min 40 s                |

| Classement par équipes | Classement par équipes     | Classement par équipes | Classement par équipes |
| Équipe                 | Équipe                     | Pays                   | Temps                  |
| ---------------------- | -------------------------- | ---------------------- | ---------------------- |
| 1re                    | Team Visma \| Lease a Bike | Pays-Bas               | 34 h 07 min 38 s       |
| 2e                     | Groupama-FDJ               | France                 | + 1 min 55 s           |
| 3e                     | EF Education-EasyPost      | États-Unis             | + 3 min 34 s           |
| 4e                     | Movistar Team              | Espagne                | + 5 min 44 s           |
| 5e                     | Euskaltel-Euskadi          | Espagne                | + 7 min 12 s           |
| 6e                     | Caja Rural-Seguros RGA     | Espagne                | + 12 min 12 s          |
| 7e                     | Ineos Grenadiers           | Royaume-Uni            | + 13 min 31 s          |
| 8e                     | Q36.5 Pro Cycling Team     | Suisse                 | + 22 min 03 s          |
| 9e                     | Equipo Kern Pharma         | Espagne                | + 29 min 46 s          |
| 10e                    | Burgos-BH                  | Espagne                | + 30 min 39 s          |

| Classement par équipes | Classement par équipes     | Classement par équipes | Classement par équipes |
| Équipe                 | Équipe                     | Pays                   | Temps                  |
| ---------------------- | -------------------------- | ---------------------- | ---------------------- |
| 1re                    | Team Visma \| Lease a Bike | Pays-Bas               | 34 h 07 min 38 s       |
| 2e                     | Groupama-FDJ               | France                 | + 1 min 55 s           |
| 3e                     | EF Education-EasyPost      | États-Unis             | + 3 min 34 s           |
| 4e                     | Movistar Team              | Espagne                | + 5 min 44 s           |
| 5e                     | Euskaltel-Euskadi          | Espagne                | + 7 min 12 s           |
| 6e                     | Caja Rural-Seguros RGA     | Espagne                | + 12 min 12 s          |
| 7e                     | Ineos Grenadiers           | Royaume-Uni            | + 13 min 31 s          |
| 8e                     | Q36.5 Pro Cycling Team     | Suisse                 | + 22 min 03 s          |
| 9e                     | Equipo Kern Pharma         | Espagne                | + 29 min 46 s          |
| 10e                    | Burgos-BH                  | Espagne                | + 30 min 39 s          |

## Évolution des classements
| Étape              | Vainqueur          | Classement général | Classement par points | Classement de la montagne | Classement du meilleur jeune | Classement par équipes |
| ------------------ | ------------------ | ------------------ | --------------------- | ------------------------- | ---------------------------- | ---------------------- |
| 1                  | Joshua Tarling     | non décerné        | non décerné           | non décerné               | non décerné                  | non décerné            |
| 2                  | Jonas Vingegaard   | Jonas Vingegaard   | Xabier Mikel Azparren | José Manuel Díaz          | Cian Uijtdebroeks            | Groupama-FDJ           |
| 3                  | Jonas Vingegaard   | Jonas Vingegaard   | Jonas Vingegaard      | Jonas Vingegaard          | Cian Uijtdebroeks            | Lease a Bike           |
| 4                  | Jonas Vingegaard   | Jonas Vingegaard   | Jonas Vingegaard      | Jonas Vingegaard          | Lenny Martinez               | Lease a Bike           |
| Classements finals | Classements finals | Jonas Vingegaard   | Jonas Vingegaard      | Jonas Vingegaard          | Lenny Martinez               | Lease a Bike           |

## Liste des participants
| Team Visma \| Lease a Bike TVL | Team Visma \| Lease a Bike TVL | Team Visma \| Lease a Bike TVL |
| ------------------------------ | ------------------------------ | ------------------------------ |
| Num                            | Coureur                        | Pos                            |
| 1                              | Jonas Vingegaard (DEN)         | 1er                            |
| 2                              | Ben Tulett (GBR)               | 30e                            |
| 3                              | Cian Uijtdebroeks (BEL)        | 5e                             |
| 4                              | Wilco Kelderman (NED)          | 28e                            |
| 5                              | Menno Huising (NED)            | 86e                            |
| 6                              | Tijmen Graat (NED)             | 37e                            |
| 7                              | Johannes Staune-Mittet (NOR)   | 56e                            |

| Movistar Team MOV | Movistar Team MOV     | Movistar Team MOV |
| ----------------- | --------------------- | ----------------- |
| Num               | Coureur               | Pos               |
| 11                | Ruben Guerreiro (POR) | 8e                |
| 12                | William Barta (USA)   | 79e               |
| 13                | Carlos Canal (ESP)    | 13e               |
| 14                | Sergio Samitier (ESP) | 58e               |
| 15                | Jorge Arcas (ESP)     | 68e               |
| 16                | Javier Romo (ESP)     | 21e               |
| 17                | Iván Sosa (COL)       | 20e               |

| Ineos Grenadiers IGD | Ineos Grenadiers IGD                | Ineos Grenadiers IGD |
| -------------------- | ----------------------------------- | -------------------- |
| Num                  | Coureur                             | Pos                  |
| 21                   | Egan Bernal (COL)                   | 3e                   |
| 22                   | Jonathan Castroviejo (ESP) (chrono) | 36e                  |
| 23                   | Omar Fraile (ESP)                   | 41e                  |
| 24                   | Ethan Hayter (GBR)                  | 78e                  |
| 25                   | Michał Kwiatkowski (POL) (chrono)   | AB-2                 |
| 26                   | Carlos Rodríguez (ESP)              | 31e                  |
| 27                   | Joshua Tarling (GBR) (chrono)       | 39e                  |

| EF Education-EasyPost EFE | EF Education-EasyPost EFE      | EF Education-EasyPost EFE |
| ------------------------- | ------------------------------ | ------------------------- |
| Num                       | Coureur                        | Pos                       |
| 31                        | Richard Carapaz (ECU) (chrono) | 11e                       |
| 32                        | Hugh Carthy (GBR)              | 6e                        |
| 33                        | Lukas Nerurkar (GBR)           | 64e                       |
| 34                        | Andrea Piccolo (ITA)           | AB-4                      |
| 35                        | Neilson Powless (USA)          | AB-4                      |
| 36                        | Darren Rafferty (IRL)          | 17e                       |
| 37                        | Rigoberto Urán (COL)           | 26e                       |

| Arkéa-B&B Hotels ARK | Arkéa-B&B Hotels ARK          | Arkéa-B&B Hotels ARK |
| -------------------- | ----------------------------- | -------------------- |
| Num                  | Coureur                       | Pos                  |
| 41                   | Raúl García Pierna (ESP)      | 9e                   |
| 42                   | Alessandro Verre (ITA)        | 60e                  |
| 43                   | Baptiste Gillet (FRA)         | AB-4                 |
| 44                   | Nicolas Milesi (ITA)          | 62e                  |
| 45                   | Embret Svestad-Bårdseng (NOR) | 35e                  |
| 46                   | Pierre Thierry (FRA)          | 69e                  |

| Groupama-FDJ GFC | Groupama-FDJ GFC       | Groupama-FDJ GFC |
| ---------------- | ---------------------- | ---------------- |
| Num              | Coureur                | Pos              |
| 51               | David Gaudu (FRA)      | 18e              |
| 52               | Clément Davy (FRA)     | 66e              |
| 53               | Lenny Martinez (FRA)   | 2e               |
| 54               | Quentin Pacher (FRA)   | 7e               |
| 55               | Enzo Paleni (FRA)      | 27e              |
| 56               | Eddy Le Huitouze (FRA) | AB-4             |
| 57               | Reuben Thompson (NZL)  | 24e              |

| Caja Rural-Seguros RGA CJR | Caja Rural-Seguros RGA CJR    | Caja Rural-Seguros RGA CJR |
| -------------------------- | ----------------------------- | -------------------------- |
| Num                        | Coureur                       | Pos                        |
| 61                         | Julen Arriolabengoa (ESP)     | AB-4                       |
| 62                         | Sebastian Berwick (AUS)       | 75e                        |
| 63                         | Jefferson Cepeda (ECU)        | 4e                         |
| 64                         | Calum Johnston (GBR)          | AB-4                       |
| 65                         | Jokin Murguialday (ESP)       | 81e                        |
| 66                         | Thomas Silva (URU)            | 14e                        |
| 67                         | Samuel Fernández García (ESP) | 32e                        |

| Equipo Kern Pharma EKP | Equipo Kern Pharma EKP | Equipo Kern Pharma EKP |
| ---------------------- | ---------------------- | ---------------------- |
| Num                    | Coureur                | Pos                    |
| 71                     | Urko Berrade (ESP)     | 44e                    |
| 72                     | Pablo Castrillo (ESP)  | 45e                    |
| 73                     | Iván Cobo (ESP)        | 42e                    |
| 74                     | José Félix Parra (ESP) | 53e                    |
| 75                     | Ibon Ruiz (ESP)        | 25e                    |
| 76                     | Eugenio Sánchez (ESP)  | 47e                    |
| 77                     | Diego Uriarte (ESP)    | NP-4                   |

| Burgos-BH BBH | Burgos-BH BBH            | Burgos-BH BBH |
| ------------- | ------------------------ | ------------- |
| Num           | Coureur                  | Pos           |
| 81            | José Manuel Díaz (ESP)   | 34e           |
| 82            | Mario Aparicio (ESP)     | 46e           |
| 83            | Victor Langellotti (MON) | 71e           |
| 84            | Alejandro Franco (ESP)   | AB-2          |
| 85            | Eric Fagúndez (URU)      | 19e           |
| 86            | Sinuhé Fernández (ESP)   | 43e           |
| 87            | Jesús Ezquerra (ESP)     | 63e           |

| Euskaltel-Euskadi EUS | Euskaltel-Euskadi EUS   | Euskaltel-Euskadi EUS |
| --------------------- | ----------------------- | --------------------- |
| Num                   | Coureur                 | Pos                   |
| 91                    | Joan Bou (ESP)          | 16e                   |
| 92                    | Enekoitz Azparren (ESP) | 48e                   |
| 93                    | Asier Etxeberria (ESP)  | 52e                   |
| 94                    | Txomin Juaristi (ESP)   | 23e                   |
| 95                    | Mikel Bizkarra (ESP)    | 22e                   |
| 96                    | Ibai Azurmendi (ESP)    | AB-4                  |
| 97                    | Gotzon Martín (ESP)     | 15e                   |

| Q36.5 Pro Cycling Team Q36 | Q36.5 Pro Cycling Team Q36  | Q36.5 Pro Cycling Team Q36 |
| -------------------------- | --------------------------- | -------------------------- |
| Num                        | Coureur                     | Pos                        |
| 101                        | Negasi Abreha (ETH)         | 80e                        |
| 102                        | Xabier Mikel Azparren (ESP) | 61e                        |
| 103                        | Gianluca Brambilla (ITA)    | AB-4                       |
| 104                        | Walter Calzoni (ITA)        | 40e                        |
| 105                        | David de la Cruz (ESP)      | 29e                        |
| 106                        | Alessandro Fancellu (ITA)   | 12e                        |
| 107                        | Joey Rosskopf (USA)         | 57e                        |

| Team Polti Kometa PTK | Team Polti Kometa PTK       | Team Polti Kometa PTK |
| --------------------- | --------------------------- | --------------------- |
| Num                   | Coureur                     | Pos                   |
| 111                   | Paul Double (GBR)           | AB-4                  |
| 112                   | Francisco Muñoz Llana (ESP) | AB-4                  |
| 113                   | Mirco Maestri (ITA)         | 51e                   |
| 114                   | Álex Martín (ESP)           | AB-4                  |
| 115                   | Matteo Fabbro (ITA)         | 10e                   |
| 116                   | Davide Bais (ITA)           | AB-4                  |
| 117                   | Andrea Pietrobon (ITA)      | 70e                   |

| Illes Balears Arabay Cycling IBA | Illes Balears Arabay Cycling IBA | Illes Balears Arabay Cycling IBA |
| -------------------------------- | -------------------------------- | -------------------------------- |
| Num                              | Coureur                          | Pos                              |
| 121                              | Andrew Vollmer (USA)             | 50e                              |
| 122                              | Alex Molenaar (NED)              | 38e                              |
| 123                              | Unai Esparza (ESP)               | 74e                              |
| 124                              | Joan Albert Riera (ESP)          | AB-4                             |
| 125                              | Asier Pablo González (ESP)       | AB-4                             |
| 126                              | Pau Llaneras (ESP)               | AB-2                             |
| 127                              | José María García Soriano (ESP)  | AB-4                             |

| Efapel Cycling EFL | Efapel Cycling EFL   | Efapel Cycling EFL |
| ------------------ | -------------------- | ------------------ |
| Num                | Coureur              | Pos                |
| 131                | Abner González (PUR) | AB-3               |
| 132                | Tiago Antunes (POR)  | 83e                |
| 134                | Viacheslav Ivanov    | AB-2               |
| 135                | Joaquim Silva (POR)  | 55e                |
| 136                | Pedro Pinto (POR)    | 73e                |
| 137                | Keegan Swirbul (USA) | 84e                |

| Tavfer-Ovos Matinados-Mortágua TAV | Tavfer-Ovos Matinados-Mortágua TAV | Tavfer-Ovos Matinados-Mortágua TAV |
| ---------------------------------- | ---------------------------------- | ---------------------------------- |
| Num                                | Coureur                            | Pos                                |
| 141                                | Ángel Sánchez (ESP)                | AB-4                               |
| 142                                | João Matias (POR)                  | AB-4                               |
| 143                                | Rafael Barbas (POR)                | 85e                                |
| 144                                | Gonçalo Carvalho (POR)             | AB-4                               |
| 145                                | César Martingil (POR)              | AB-4                               |
| 146                                | Nicolás Sáenz (COL)                | AB-4                               |

| AP Hotels & Resorts-Tavira-SC Farense ATF | AP Hotels & Resorts-Tavira-SC Farense ATF | AP Hotels & Resorts-Tavira-SC Farense ATF |
| ----------------------------------------- | ----------------------------------------- | ----------------------------------------- |
| Num                                       | Coureur                                   | Pos                                       |
| 151                                       | Delio Fernández (ESP)                     | 82e                                       |
| 152                                       | Samuel Blanco (ESP)                       | 49e                                       |
| 153                                       | Venceslau Fernandes (POR)                 | 77e                                       |
| 154                                       | Diogo Barbosa (POR)                       | 67e                                       |
| 155                                       | Álvaro Trueba (ESP)                       | 76e                                       |
| 157                                       | Francisco Campos (POR)                    | AB-4                                      |

| Sabgal-Anicolor SAT | Sabgal-Anicolor SAT            | Sabgal-Anicolor SAT |
| ------------------- | ------------------------------ | ------------------- |
| Num                 | Coureur                        | Pos                 |
| 161                 | Frederico Figueiredo (POR)     | 33e                 |
| 162                 | Rafael Reis (POR)              | 72e                 |
| 163                 | Oscar Moscardo (ESP)           | AB-4                |
| 164                 | Mathias Bregnhøj (DEN)         | 54e                 |
| 165                 | Guillermo García Janeiro (ESP) | 87e                 |
| 166                 | Duarte Domingues (POR)         | 65e                 |
| 167                 | José Sousa (POR)               | 59e                 |

| Team Visma \| Lease a Bike TVL | Team Visma \| Lease a Bike TVL | Team Visma \| Lease a Bike TVL |
| ------------------------------ | ------------------------------ | ------------------------------ |
| Num                            | Coureur                        | Pos                            |
| 1                              | Jonas Vingegaard (DEN)         | 1er                            |
| 2                              | Ben Tulett (GBR)               | 30e                            |
| 3                              | Cian Uijtdebroeks (BEL)        | 5e                             |
| 4                              | Wilco Kelderman (NED)          | 28e                            |
| 5                              | Menno Huising (NED)            | 86e                            |
| 6                              | Tijmen Graat (NED)             | 37e                            |
| 7                              | Johannes Staune-Mittet (NOR)   | 56e                            |

| Movistar Team MOV | Movistar Team MOV     | Movistar Team MOV |
| ----------------- | --------------------- | ----------------- |
| Num               | Coureur               | Pos               |
| 11                | Ruben Guerreiro (POR) | 8e                |
| 12                | William Barta (USA)   | 79e               |
| 13                | Carlos Canal (ESP)    | 13e               |
| 14                | Sergio Samitier (ESP) | 58e               |
| 15                | Jorge Arcas (ESP)     | 68e               |
| 16                | Javier Romo (ESP)     | 21e               |
| 17                | Iván Sosa (COL)       | 20e               |

| Ineos Grenadiers IGD | Ineos Grenadiers IGD                | Ineos Grenadiers IGD |
| -------------------- | ----------------------------------- | -------------------- |
| Num                  | Coureur                             | Pos                  |
| 21                   | Egan Bernal (COL)                   | 3e                   |
| 22                   | Jonathan Castroviejo (ESP) (chrono) | 36e                  |
| 23                   | Omar Fraile (ESP)                   | 41e                  |
| 24                   | Ethan Hayter (GBR)                  | 78e                  |
| 25                   | Michał Kwiatkowski (POL) (chrono)   | AB-2                 |
| 26                   | Carlos Rodríguez (ESP)              | 31e                  |
| 27                   | Joshua Tarling (GBR) (chrono)       | 39e                  |

| EF Education-EasyPost EFE | EF Education-EasyPost EFE      | EF Education-EasyPost EFE |
| ------------------------- | ------------------------------ | ------------------------- |
| Num                       | Coureur                        | Pos                       |
| 31                        | Richard Carapaz (ECU) (chrono) | 11e                       |
| 32                        | Hugh Carthy (GBR)              | 6e                        |
| 33                        | Lukas Nerurkar (GBR)           | 64e                       |
| 34                        | Andrea Piccolo (ITA)           | AB-4                      |
| 35                        | Neilson Powless (USA)          | AB-4                      |
| 36                        | Darren Rafferty (IRL)          | 17e                       |
| 37                        | Rigoberto Urán (COL)           | 26e                       |

| Arkéa-B&B Hotels ARK | Arkéa-B&B Hotels ARK          | Arkéa-B&B Hotels ARK |
| -------------------- | ----------------------------- | -------------------- |
| Num                  | Coureur                       | Pos                  |
| 41                   | Raúl García Pierna (ESP)      | 9e                   |
| 42                   | Alessandro Verre (ITA)        | 60e                  |
| 43                   | Baptiste Gillet (FRA)         | AB-4                 |
| 44                   | Nicolas Milesi (ITA)          | 62e                  |
| 45                   | Embret Svestad-Bårdseng (NOR) | 35e                  |
| 46                   | Pierre Thierry (FRA)          | 69e                  |

| Groupama-FDJ GFC | Groupama-FDJ GFC       | Groupama-FDJ GFC |
| ---------------- | ---------------------- | ---------------- |
| Num              | Coureur                | Pos              |
| 51               | David Gaudu (FRA)      | 18e              |
| 52               | Clément Davy (FRA)     | 66e              |
| 53               | Lenny Martinez (FRA)   | 2e               |
| 54               | Quentin Pacher (FRA)   | 7e               |
| 55               | Enzo Paleni (FRA)      | 27e              |
| 56               | Eddy Le Huitouze (FRA) | AB-4             |
| 57               | Reuben Thompson (NZL)  | 24e              |

| Caja Rural-Seguros RGA CJR | Caja Rural-Seguros RGA CJR    | Caja Rural-Seguros RGA CJR |
| -------------------------- | ----------------------------- | -------------------------- |
| Num                        | Coureur                       | Pos                        |
| 61                         | Julen Arriolabengoa (ESP)     | AB-4                       |
| 62                         | Sebastian Berwick (AUS)       | 75e                        |
| 63                         | Jefferson Cepeda (ECU)        | 4e                         |
| 64                         | Calum Johnston (GBR)          | AB-4                       |
| 65                         | Jokin Murguialday (ESP)       | 81e                        |
| 66                         | Thomas Silva (URU)            | 14e                        |
| 67                         | Samuel Fernández García (ESP) | 32e                        |

| Equipo Kern Pharma EKP | Equipo Kern Pharma EKP | Equipo Kern Pharma EKP |
| ---------------------- | ---------------------- | ---------------------- |
| Num                    | Coureur                | Pos                    |
| 71                     | Urko Berrade (ESP)     | 44e                    |
| 72                     | Pablo Castrillo (ESP)  | 45e                    |
| 73                     | Iván Cobo (ESP)        | 42e                    |
| 74                     | José Félix Parra (ESP) | 53e                    |
| 75                     | Ibon Ruiz (ESP)        | 25e                    |
| 76                     | Eugenio Sánchez (ESP)  | 47e                    |
| 77                     | Diego Uriarte (ESP)    | NP-4                   |

| Burgos-BH BBH | Burgos-BH BBH            | Burgos-BH BBH |
| ------------- | ------------------------ | ------------- |
| Num           | Coureur                  | Pos           |
| 81            | José Manuel Díaz (ESP)   | 34e           |
| 82            | Mario Aparicio (ESP)     | 46e           |
| 83            | Victor Langellotti (MON) | 71e           |
| 84            | Alejandro Franco (ESP)   | AB-2          |
| 85            | Eric Fagúndez (URU)      | 19e           |
| 86            | Sinuhé Fernández (ESP)   | 43e           |
| 87            | Jesús Ezquerra (ESP)     | 63e           |

| Euskaltel-Euskadi EUS | Euskaltel-Euskadi EUS   | Euskaltel-Euskadi EUS |
| --------------------- | ----------------------- | --------------------- |
| Num                   | Coureur                 | Pos                   |
| 91                    | Joan Bou (ESP)          | 16e                   |
| 92                    | Enekoitz Azparren (ESP) | 48e                   |
| 93                    | Asier Etxeberria (ESP)  | 52e                   |
| 94                    | Txomin Juaristi (ESP)   | 23e                   |
| 95                    | Mikel Bizkarra (ESP)    | 22e                   |
| 96                    | Ibai Azurmendi (ESP)    | AB-4                  |
| 97                    | Gotzon Martín (ESP)     | 15e                   |

| Q36.5 Pro Cycling Team Q36 | Q36.5 Pro Cycling Team Q36  | Q36.5 Pro Cycling Team Q36 |
| -------------------------- | --------------------------- | -------------------------- |
| Num                        | Coureur                     | Pos                        |
| 101                        | Negasi Abreha (ETH)         | 80e                        |
| 102                        | Xabier Mikel Azparren (ESP) | 61e                        |
| 103                        | Gianluca Brambilla (ITA)    | AB-4                       |
| 104                        | Walter Calzoni (ITA)        | 40e                        |
| 105                        | David de la Cruz (ESP)      | 29e                        |
| 106                        | Alessandro Fancellu (ITA)   | 12e                        |
| 107                        | Joey Rosskopf (USA)         | 57e                        |

| Team Polti Kometa PTK | Team Polti Kometa PTK       | Team Polti Kometa PTK |
| --------------------- | --------------------------- | --------------------- |
| Num                   | Coureur                     | Pos                   |
| 111                   | Paul Double (GBR)           | AB-4                  |
| 112                   | Francisco Muñoz Llana (ESP) | AB-4                  |
| 113                   | Mirco Maestri (ITA)         | 51e                   |
| 114                   | Álex Martín (ESP)           | AB-4                  |
| 115                   | Matteo Fabbro (ITA)         | 10e                   |
| 116                   | Davide Bais (ITA)           | AB-4                  |
| 117                   | Andrea Pietrobon (ITA)      | 70e                   |

| Illes Balears Arabay Cycling IBA | Illes Balears Arabay Cycling IBA | Illes Balears Arabay Cycling IBA |
| -------------------------------- | -------------------------------- | -------------------------------- |
| Num                              | Coureur                          | Pos                              |
| 121                              | Andrew Vollmer (USA)             | 50e                              |
| 122                              | Alex Molenaar (NED)              | 38e                              |
| 123                              | Unai Esparza (ESP)               | 74e                              |
| 124                              | Joan Albert Riera (ESP)          | AB-4                             |
| 125                              | Asier Pablo González (ESP)       | AB-4                             |
| 126                              | Pau Llaneras (ESP)               | AB-2                             |
| 127                              | José María García Soriano (ESP)  | AB-4                             |

| Efapel Cycling EFL | Efapel Cycling EFL   | Efapel Cycling EFL |
| ------------------ | -------------------- | ------------------ |
| Num                | Coureur              | Pos                |
| 131                | Abner González (PUR) | AB-3               |
| 132                | Tiago Antunes (POR)  | 83e                |
| 134                | Viacheslav Ivanov    | AB-2               |
| 135                | Joaquim Silva (POR)  | 55e                |
| 136                | Pedro Pinto (POR)    | 73e                |
| 137                | Keegan Swirbul (USA) | 84e                |

| Tavfer-Ovos Matinados-Mortágua TAV | Tavfer-Ovos Matinados-Mortágua TAV | Tavfer-Ovos Matinados-Mortágua TAV |
| ---------------------------------- | ---------------------------------- | ---------------------------------- |
| Num                                | Coureur                            | Pos                                |
| 141                                | Ángel Sánchez (ESP)                | AB-4                               |
| 142                                | João Matias (POR)                  | AB-4                               |
| 143                                | Rafael Barbas (POR)                | 85e                                |
| 144                                | Gonçalo Carvalho (POR)             | AB-4                               |
| 145                                | César Martingil (POR)              | AB-4                               |
| 146                                | Nicolás Sáenz (COL)                | AB-4                               |

| AP Hotels & Resorts-Tavira-SC Farense ATF | AP Hotels & Resorts-Tavira-SC Farense ATF | AP Hotels & Resorts-Tavira-SC Farense ATF |
| ----------------------------------------- | ----------------------------------------- | ----------------------------------------- |
| Num                                       | Coureur                                   | Pos                                       |
| 151                                       | Delio Fernández (ESP)                     | 82e                                       |
| 152                                       | Samuel Blanco (ESP)                       | 49e                                       |
| 153                                       | Venceslau Fernandes (POR)                 | 77e                                       |
| 154                                       | Diogo Barbosa (POR)                       | 67e                                       |
| 155                                       | Álvaro Trueba (ESP)                       | 76e                                       |
| 157                                       | Francisco Campos (POR)                    | AB-4                                      |

| Sabgal-Anicolor SAT | Sabgal-Anicolor SAT            | Sabgal-Anicolor SAT |
| ------------------- | ------------------------------ | ------------------- |
| Num                 | Coureur                        | Pos                 |
| 161                 | Frederico Figueiredo (POR)     | 33e                 |
| 162                 | Rafael Reis (POR)              | 72e                 |
| 163                 | Oscar Moscardo (ESP)           | AB-4                |
| 164                 | Mathias Bregnhøj (DEN)         | 54e                 |
| 165                 | Guillermo García Janeiro (ESP) | 87e                 |
| 166                 | Duarte Domingues (POR)         | 65e                 |
| 167                 | José Sousa (POR)               | 59e                 |